# Kościół w Nørre Alslev
Kościół w Nørre Alslev (duń. Nørre Alslev Kirke) – luterańska świątynia w duńskim mieście Nørre Alslev, na wyspie Falster. Siedziba parafii Nørre Alslev.

## Historia
Kościół pochodzi ze średniowiecza, jako świątynia katolicka miał wezwanie św. Mikołaja. Wieża oraz kruchta pochodzą z czasów późnego gotyku.

### Freski
W absydzie kościoła znajduje się najstarszy datowany fresk w Danii. Pochodzi z 1308 roku. Na łuku tęczowym znajduje się malowidło Sąd Ostateczny z około 1350 roku. Na zachodniej ścianie kościoła znajduje się fresk taniec śmierci z 1480 roku. Został on zamalowany w XVII wieku, odkryto go w wieku XX i odsłonięto.

## Galeria

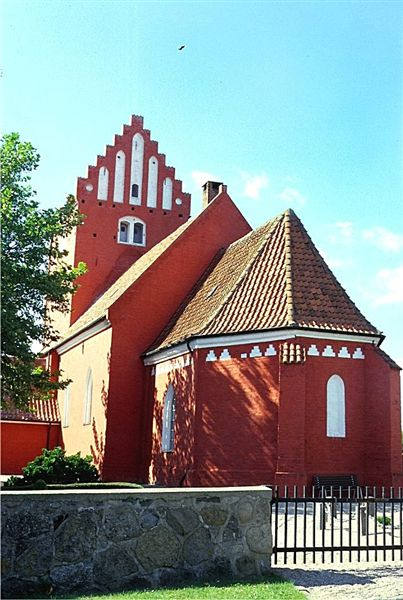
Widok na kościół ze wschodu
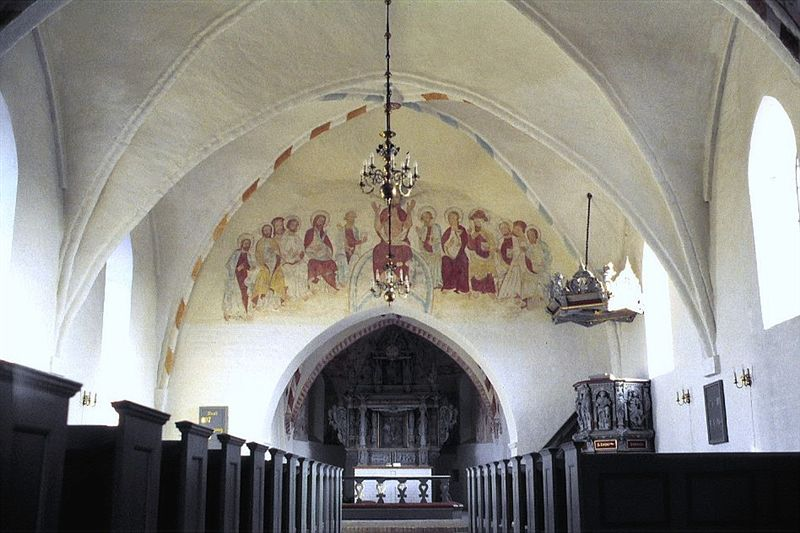
Wnętrze kościoła
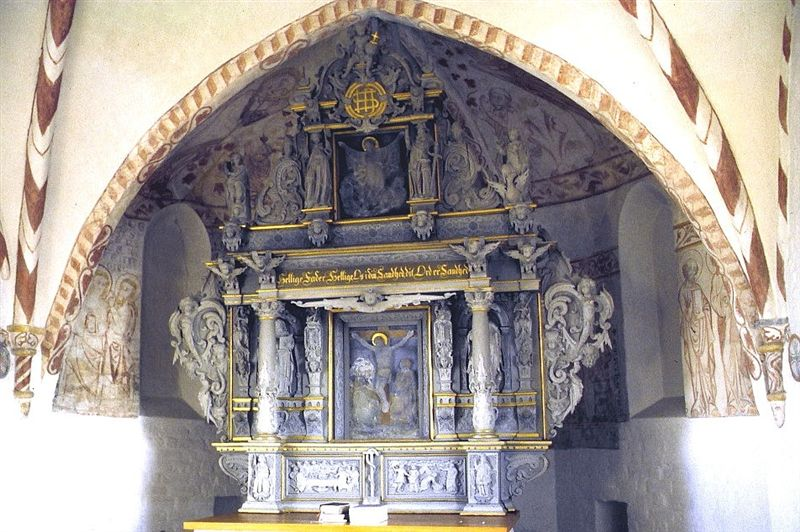
Ołtarz główny
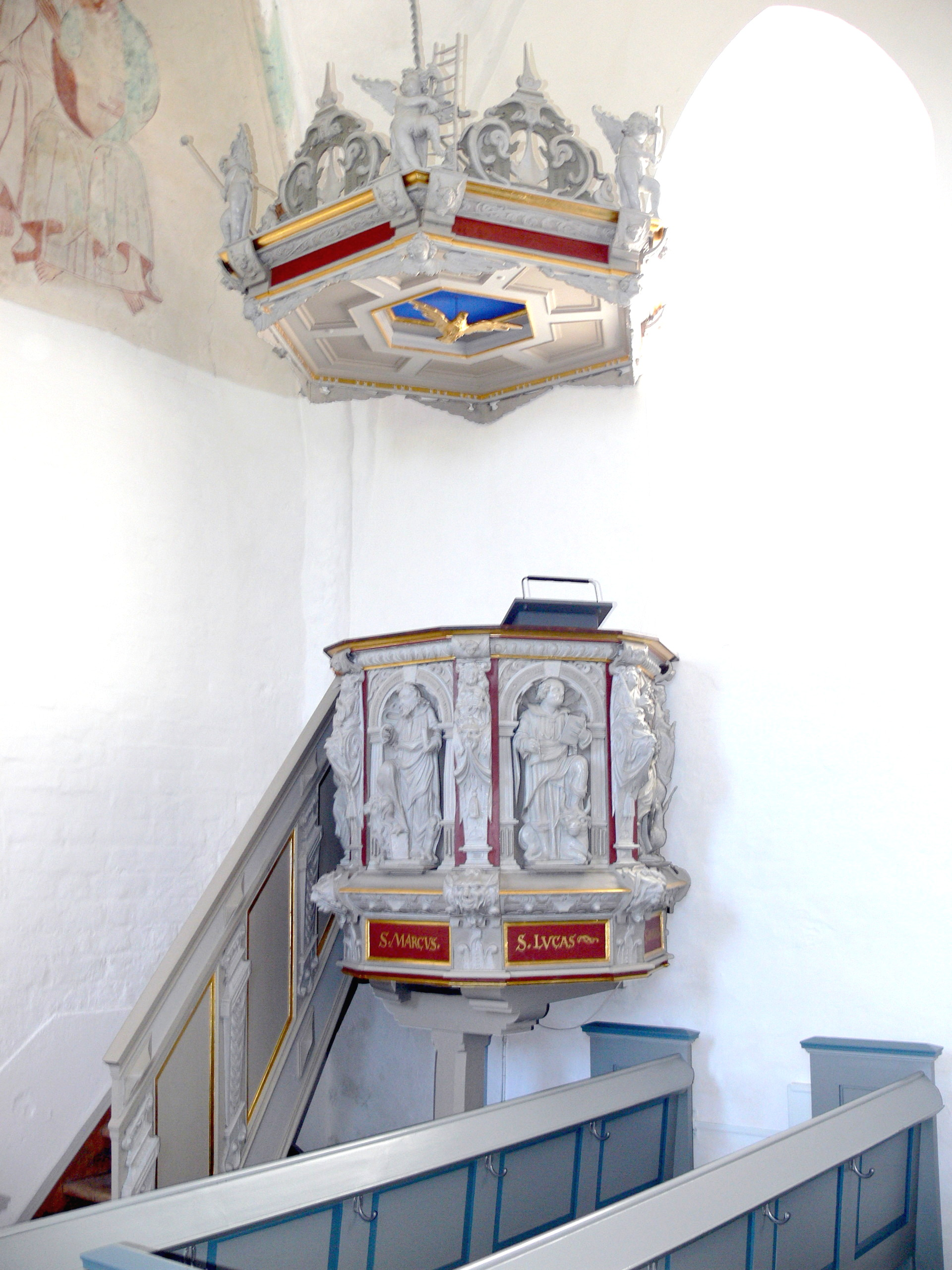
Ambona
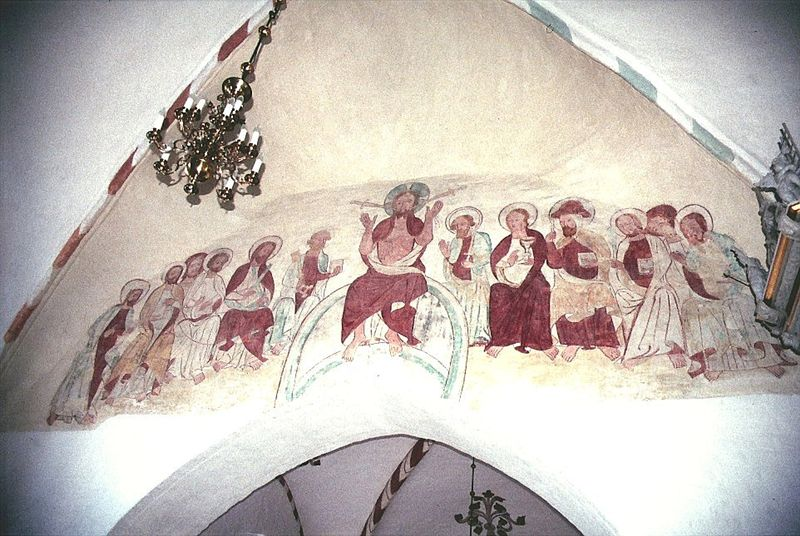
Fresk Sąd Ostateczny